# اسماعیل ترائوره
اسماعیل ترائوره (فرانسوی: Ismaël Traoré‎؛ زادهٔ ۱۸ اوت ۱۹۸۶) یک بازیکن فوتبال اهل ساحل عاج است.

## باشگاهی
از باشگاه‌هایی که در آن بازی کرده‌است می‌توان به سدان، باشگاه فوتبال استاد برستوا ۲۹، آنژه، تیم ملی فوتبال ساحل عاج، و باشگاه فوتبال استاد برستوا ۲۹ اشاره کرد.

## تیم ملی
وی همچنین در تیم ملی فوتبال تیم ملی فوتبال ساحل عاج بازی کرده‌است.